# Tournoi de tennis de Rennes
L'Open de Rennes, également appelé Open Blot Rennes par contrat de naming depuis 2020, est un tournoi international de tennis masculin du circuit ATP Challenger Tour. Depuis 2021, le tournoi a lieu au mois de septembre et réunit 32 joueurs professionnels. Il a été créé en 2006 et se joue sur surface dure. En 2024, avec une dotation de 145 250 €, il devient le 5ᵉ tournoi indoor masculin français en termes d’affluence, avec plus de 31 000 spectateurs.  

## Histoire
Créé en 2006, le tournoi se nomme Open de Rennes - La Trinitaine pour les deux premières éditions qui ont lieu sur les cours du tennis club de l'AS Patton, au nord de Rennes. La première édition en simple est remportée par le Français Jo-Wilfried Tsonga (1-6, 7-5, 7-5).
À partir de 2008, la majorité des rencontres ont lieu dans la salle Colette-Besson, tandis que les qualifications et certains matchs de double se déroulent au Tennis Club de Bruz. 
En 2014, sa dotation est de 62 280 €, soit le 6e tournoi indoor français.
En 2016, le Comité d'Organisation de l'Open de Rennes fait appel à l'Agence Deuce pour la coordination générale de l'événement.
Entre 2017 et 2024, l’Open de Rennes est coordonné par Rivacom Events.
En 2017, la date du tournoi passe d'octobre à la dernière semaine de janvier, dans une période plus allégée en termes de tournois. En raison de ce changement, il n'y a pas eu d'édition entre celle d'octobre 2015 et celle de janvier 2017.
Pendant cette édition 2017, le tournoi bat son record de fréquentation avec 18 000 spectateurs.
À partir de 2019, les matchs de qualification ont lieu au Tennis Club Grégorien. La dotation de 2019 est de 81 240 €
Le 27 janvier 2019, le Lituanien Ričardas Berankis remporte l'édition 2019 face au Français Antoine Hoang (6-4, 6-2),.
À partir de l'édition 2020, le tournoi prend le nom d'Open Blot Rennes et se déroule dans la salle du Liberté.
Le 26 janvier 2020, le Français Arthur Rinderknech remporte l'édition 2020 face au Britannique James Ward (7-5, 6-4),.
En raison de la pandémie de Covid-19 en France, l'édition de 2021 est reportée de janvier à septembre. En juin 2021, le Français Nicolas Mahut est nommé directeur sportif du tournoi,.
Lors de l'édition 2021, l’ancien numéro 1 mondial Andy Murray participe au tournoi, marquant ainsi l’un des temps forts de l’année.
Le 19 septembre 2021, le Français Benjamin Bonzi remporte l'édition 2021 face à l'Allemand Mats Moraing (7-6, 7-6),. Avec ce succès, le 3e consécutif sur le circuit après ses victoires à Saint-Tropez et Cassis, Bonzi affiche 6 titres Challenger en 2021 et égale le record de titres sur une saison.
Le 18 septembre 2022, le Français Ugo Humbert remporte l'édition 2022 face à l'Autrichien Dominic Thiem (6-3, 6-0),.
Le 17 septembre 2023, l’Américain Maxime Cressy remporte l’édition 2023 face au Français Benjamin Bonzi, contraint à l’abandon alors qu’il était mené (6-3, 2-0).
Le 17 septembre 2024, l’Écossais Jacob Fearnley s’impose en finale contre le Français Quentin Halys sur le score de (0-6, 7-6, 6-3). 

## Palmarès

### En simple
| Année | Vainqueur          | Finaliste         | Score              |
| ----- | ------------------ | ----------------- | ------------------ |
| 2006  | Jo-Wilfried Tsonga | Tobias Summerer   | 1-6, 7-5, 7-5      |
| 2007  | Philipp Petzschner | Gilles Müller     | 6-3, 6-4           |
| 2008  | Josselin Ouanna    | Adrian Mannarino  | 6-2, 6-3           |
| 2009  | Alejandro Falla    | Thierry Ascione   | 6-3, 6-2           |
| 2010  | Marc Gicquel       | Stéphane Bohli    | 7-6, 4-6, 6-1      |
| 2011  | Julien Benneteau   | Olivier Rochus    | 6-4, 6-3           |
| 2012  | Kenny de Schepper  | Illya Marchenko   | 7-64, 6-2          |
| 2013  | Nicolas Mahut      | Kenny de Schepper | 6-3, 7-63          |
| 2014  | Steve Darcis       | Nicolas Mahut     | 6-2, 6-4           |
| 2015  | Malek Jaziri       | Igor Sijsling     | 5-7, 7-5, 6-4      |
| 2017  | Uladzimir Ignatik  | Andrey Rublev     | 6-7, 6-3, 7-65     |
| 2018  | Vasek Pospisil     | Ričardas Berankis | 6-1, 6-2           |
| 2019  | Ričardas Berankis  | Antoine Hoang     | 6-4, 6-2           |
| 2020  | Arthur Rinderknech | James Ward        | 7-5, 6-4           |
| 2021  | Benjamin Bonzi     | Mats Moraing      | 7-63, 7-63         |
| 2022  | Ugo Humbert        | Dominic Thiem     | 6-3, 6-0           |
| 2023  | Maxime Cressy      | Benjamin Bonzi    | 6-3, 2-0 (abandon) |
| 2024  | Jacob Fearnley     | Quentin Halys     | 0-6, 7-65, 6-3     |

### En double
| Année | Vainqueurs                                      | Finalistes                                | Score             |
| ----- | ----------------------------------------------- | ----------------------------------------- | ----------------- |
| 2006  | Grégory Carraz Mathieu Montcourt                | Tomasz Bednarek Frank Moser               | 6-3, 3-6, [10-4]  |
| 2007  | Philipp Petzschner Björn Phau                   | Filip Polášek Igor Zelenay                | 6-2, 6-2          |
| 2008  | James Auckland Dick Norman                      | Yves Allegro Horia Tecău                  | 6-3, 6-4          |
| 2009  | Eric Butorac Lovro Zovko                        | Kevin Anderson Dominik Hrbatý             | 6-4, 3-6, [10-6]  |
| 2010  | Scott Lipsky David Martin                       | Denis Gremelmayr Björn Phau               | 6-4, 5-7, [12-10] |
| 2011  | Martin Emmrich Andreas Siljeström               | Édouard Roger-Vasselin Kenny de Schepper  | 6-4, 6-4          |
| 2012  | Philipp Marx Florin Mergea                      | Tomasz Bednarek Mateusz Kowalczyk         | 6-3, 6-2          |
| 2013  | Oliver Marach Florin Mergea (2)                 | Nicholas Monroe Simon Stadler             | 6-4, 3-6, [10-7]  |
| 2014  | Tobias Kamke Philipp Marx (2)                   | František Čermák Jonathan Erlich          | 3-6, 6-2, [10-3]  |
| 2015  | Andrea Arnaboldi Antonio Šančić                 | Wesley Koolhof Matwé Middelkoop           | 6-4, 2-6, [14-12] |
| 2017  | Evgeny Donskoy Mikhail Elgin                    | Julian Knowle Jonathan Marray             | 6-4, 3-6, [11-9]  |
| 2018  | Sander Gillé Joran Vliegen                      | Sander Arends Antonio Šančić              | 6-3, 61-7, [10-7] |
| 2019  | Sander Arends Tristan-Samuel Weissborn          | David Pel Antonio Šančić                  | 6-4, 6-4          |
| 2020  | Antonio Šančić (2) Tristan-Samuel Weissborn (2) | Teymuraz Gabashvili Lukáš Lacko           | 7-5, 65-7, [10-7] |
| 2021  | Bart Stevens Tim van Rijthoven                  | Marek Gengel Tomáš Macháč                 | 62-7, 7-5, [10-3] |
| 2022  | Jonathan Eysseric David Pel                     | Dan Added Albano Olivetti                 | 6-4, 6-4          |
| 2023  | Sander Arends (2) David Pel (2)                 | Antoine Escoffier Niki Kaliyanda Poonacha | 6-3, 6-2          |
| 2024  | Sander Arends (3) Grégoire Jacq                 | Antoine Escoffier Joshua Paris            | 6-4, 6-2          |